# 1994 VA
1994 VA är en asteroid i huvudbältet som upptäcktes den 1 november 1994 av den japanska astronomen Takao Kobayashi vid Ōizumi-observatoriet.
Asteroiden har en diameter på ungefär 7 kilometer.